# Цигенешть (комуна)
Цигенешть, Цигенешті (рум. Țigănești) — комуна у повіті Телеорман в Румунії. До складу комуни входить єдине село Цигенешть.
Комуна розташована на відстані 82 км на південний захід від Бухареста, 8 км на південний схід від Александрії, 133 км на схід від Крайови.

## Населення
За даними перепису населення 2002 року у комуні проживали 5590 осіб.
Національний склад населення комуни:
| Національність | Кількість осіб | Відсоток |
| -------------- | -------------- | -------- |
| румуни         | 5383           | 96,3%    |
| цигани         | 207            | 3,7%     |

Рідною мовою назвали:
| Мова      | Кількість осіб | Відсоток |
| --------- | -------------- | -------- |
| румунська | 5474           | 97,9%    |
| циганська | 116            | 2,1%     |

Склад населення комуни за віросповіданням:
| Релігія            | Кількість осіб | Відсоток |
| ------------------ | -------------- | -------- |
| православні        | 4820           | 86,2%    |
| адвентисти         | 470            | 8,4%     |
| баптисти           | 283            | 5,1%     |
| не вказали релігію | 5              | 0,1%     |